# Jet (banda)
Jet é uma banda de rock de Melbourne, Austrália. O primeiro álbum da banda, Get Born foi lançado em 2003 e vendeu inúmeras cópias em todo o mundo. A banda teve muita influência de outras bandas de rock, como The Kinks, The Beatles, AC/DC, e Rolling Stones.

## História
Os irmãos Nic e Chris Cester cresceram em Melbourne ouvindo o rock das décadas de 60 e 70. Eles adoravam bandas como The Who, The Beatles, The Easybeats, The Faces e Rolling Stones[carece de fontes?]. Decidiram formar uma banda com Cameron Muncey e Mark Wilson. O nome da banda foi tirado de uma música do ex-Beatle Paul McCartney.
Em 2002, a banda lançou o primeiro LP independente, chamado "Dirty Sweet". Apesar de disponível apenas em vinil, o disco foi um grande sucesso, tanto que a tiragem inicial de mil cópias esgotou-se rapidamente, e eles tiveram de fazer mais uma demanda de cópias. A gravadora Elektra ofereceu um contrato para a banda, além de relançar o LP.
O contrato com a gravadora permitiu ao Jet gravar o seu primeiro CD, Get Born, uma grande homenagem ao rock clássico que contou com a participação do lendário tecladista Billy Preston, famoso por gravar no final dos anos 60 com os Beatles e posteriormente com Eric Clapton e Rolling Stones. Get Born foi muito elogiado por resgatar a vitalidade do bom e velho rock'n'roll, de forma simples e honesta, sem invencionismo, chamando a atenção do sempre provocador e polêmico Liam Gallagher, vocalista do Oasis, que chegou a afirmar que o Jet era a única banda rock'n'roll da atualidade que não dava vergonha ao próprio Oasis[carece de fontes?], de ser rock'n'roll, o que levou Liam a não sossegar enquanto não recrutasse os australianos para abrir os shows do Oasis na Europa.
Simultâneo ao lançamento de Get Born, o Jet fez participações nos shows dos próprios Rolling Stones na Austrália, gerando uma repercusão assustadora ao redor da banda.
O segundo disco da banda, intitulado Shine on, foi lançado em outubro de 2006.
O último álbum foi lançado em 2009, intitulado "Shaka Rock".

## Fim e recomeço
No dia 26 de março de 2012 a banda anunciou o fim, com uma publicação chamada de “A Message To Our Fans (Uma mensagem para os nossos fãs)” em que dizia “Depois de muitos anos de sucesso gravando e fazendo turnês, queremos anunciar a nossa suspensão como um grupo. Dos muitos bares, teatros, estádios e festivais em todo o mundo foram os fãs que fizeram a nossa história surpreendente possível e queremos agradecer a todos. Obrigado e boa noite”.
Entretanto, em meados de 2017, o JET resolveu se reunir novamente para ser a banda de apoio na turnê de Bruce Springsteen na Austrália. A reunião rendeu uma nova música, "My name is Thunder". 
Atualmente, o JET está reunido e em turnê pela Austrália. A turnê é intitulada "GET RE-BORN", em alusão ao primeiro disco da banda. 
Paralelamente, alguns dos integrantes possuem trabalhos individuais, como é o caso de Nic Cester, que em 2017 lançou seu primeiro album solo, intitulado "Sugar Rush".

## Banda
- Nic Cester (guitarra e vocal)
- Cameron Muncey (guitarra e vocal)
- Chris Cester (bateria e vocal)
- Mark Wilson (baixo)

## Discografia

### Álbuns de estúdio
- Get Born (2003)
- Shine On (2006)
- Shaka Rock (2009)

### EPs
- Dirty Sweet (2003)
- Shine On EP (2007)

### Compilações
- Start The Show: The Hits (2012)

### DVDs
- Right! Right! Right!

Elektra Records
- Family Style

Elektra Records

### Singles
- "Are You Gonna Be My Girl" (2003, Get Born)
- "Rollover DJ" (2003, Get Born)
- "Look What You've Done" (2004, Get Born)
- "Cold Hard Bitch" (2004, Get Born)
- "Get Me Outta Here" (2004, Get Born)
- "Put Your Money Where Your Mouth Is" (2006, Shine On)
- "Bring it on Back" (2007, Shine On)
- "Rip It Up" (2007, Shine On)
- "Shine On" (2007, Shine On)
- "She's a Genius" (2009, Shaka Rock)
- "Black Hearts (On Fire)" (2009, Shaka Rock)